# Нагрудний знак ближнього бою

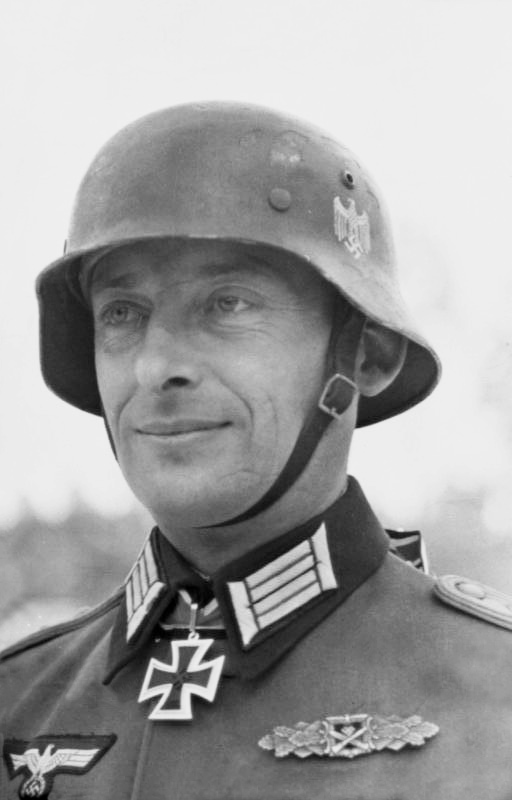
Гауптман Вермахту нагороджений нагрудним знаком ближнього бою та Лицарським хрестом Залізного хреста

Нагрудний знак ближнього бою (нім. Nahkampfspange des Heeres) — німецька військова нагорода, нагрудний знак, що існував у Третьому Рейху для нагородження військовослужбовців за мужність та хоробрість, виявлену на полі бою в ході ближнього бою та рукопашних сутичок. Був заснований 25 листопада 1942 року.
Нагрудний знак ближнього бою носили вище верхньої лівої кишені форми. Знак був литий і виготовлявся з томпаку або пізніше з цинку, мав злегка зігнуту форму. У середині нагрудного знака розміщувався державний герб (свастика) зі схрещеними багнетом і гранатою.
Нагорода мала три ступені.
- Перший ступінь (бронзова) — за 15 боїв ближнього бою.
- Другий ступінь (срібна) — за 25 боїв ближнього бою.
- Третій ступінь (золота) — за 50 і більше боїв ближнього бою.